# Championnats d'Amérique du Sud juniors d'athlétisme 1996
Navigation
Championnats d'Amérique du Sud juniors 1995 Championnats d'Amérique du Sud juniors 1997
La 28e édition des Championnats d'Amérique du Sud juniors d'athlétisme se sont déroulés à Bucaramanga en Colombie du 8 au 10 juin 1996.

## Résultats

### Hommes
| Épreuves              | Or                           | Or            | Argent                     | Argent        | Bronze                         | Bronze        |
| --------------------- | ---------------------------- | ------------- | -------------------------- | ------------- | ------------------------------ | ------------- |
| 100 mètres            | Paulo Poersch Brésil         | 10 s 2        | John Mena Colombie         | 10 s 4        | Heber Viera Uruguay            | 10 s 5        |
| 200 mètres            | Paulo Poersch Brésil         | 20 s 2 w      | Heber Viera Uruguay        | 20 s 9 w      | Valmir da Silva Brésil         | 21 s 4 w      |
| 400 mètres            | Gustavo Aguirre Argentine    | 48 s 3        | André dos Santos Brésil    | 48 s 4        | Claudio Silva Venezuela        | 48 s 4        |
| 800 m                 | Hudson de Souza Brésil       | 1 min 50 s 8  | Davi de Jesus Brésil       | 1 min 51 s 8  | Gustavo Aguirre Argentine      | 1 min 52 s 4  |
| 1 500 mètres          | Claudinei Vítor Brésil       | 3 min 53 s 6  | José da Silva Brésil       | 3 min 55 s 9  | José Luis Zapata Colombie      | 3 min 58 s 0  |
| 5 000 m               | Ricardo Maestrello Brésil    | 14 min 44 s 2 | Marílson dos Santos Brésil | 14 min 48 s 3 | Mauricio Ladino Colombie       | 14 min 54 s 9 |
| 10 000 m              | Mauricio Ladino Colombie     | 31 min 31 s 5 | Paulo Lunkes Brésil        | 31 min 32 s 1 | Julio Cutipa Pérou             | 32 min 06 s 0 |
| 3 000 mètres steeple  | Ramiro Nogueira Brésil       | 9 min 20 s 5  | Rogelio Fernández Uruguay  | 9 min 21 s 5  | Nelson González Colombie       | 9 min 26 s 3  |
| 110 mètres haies      | Alexander Mena Colombie      | 14 s 6        | Paulo Villar Colombie      | 14 s 8        | Adriano de Oliveira Brésil     | 15 s 2        |
| 400 mètres haies      | Alexander Mena Colombie      | 51 s 9        | Cristiano Moura Brésil     | 53 s 5        | Robson dos Santos Brésil       | 53 s 6        |
| Saut en hauteur       | Alfredo Deza Pérou           | 2,12 m        | Fabrício Romero Brésil     | 2,12 m        | Jorge Balliengo Argentine      | 2,09 m        |
| Saut à la perche      | Waldo Martínez Argentine     | 4,60 m        | Gustavo Rehder Brésil      | 4,50 m        | Cristóbal Zegers Chili         | 4,45 m        |
| Saut en longueur      | Cristián Antivilo Chili      | 7,30 m        | Felipe Soto Colombie       | 7,04 m        | Elton de Queiroz Brésil        | 7,03 m        |
| Triple saut           | Marco dos Santos Brésil      | 15,05 m       | Jefferson Lopes Brésil     | 15,04 m       | José Reyes Venezuela           | 14,68 m       |
| Lancer du poids       | Jhonny Rodríguez Colombie    | 16,17 m       | Ronny Jiménez Venezuela    | 15,07 m       | Marcelo Moreira Brésil         | 14,47 m       |
| Lancer du disque      | Hernán Vázquez Argentine     | 46,76 m       | Andrés Calvo Argentine     | 46,26 m       | Julián Angulo Colombie         | 45,38 m       |
| Lancer du marteau     | Cristian Fernández Argentine | 51,98 m       | Patricio Palma Chili       | 50,02 m       | Juan Alviar Colombie           | 46,28 m       |
| Lancer du javelot     | Carlos Pérez Venezuela       | 61,88 m       | John Mena Colombie         | 61,46 m       | Cruz Gámez Venezuela           | 60,82 m       |
| Décathlon             | Santiago Lorenzo Argentine   | 6 352 pts     | Édson Bindilatti Brésil    | 6 255 pts     | Everaldo do Vasconcelos Brésil | 5 977 pts     |
| 10 km marche          | Omar Aguirre Équateur        | 45 min 53 s 8 | Rodrigo de Araújo Brésil   | 46 min 06 s 7 | José Marín Colombie            | 46 min 36 s 7 |
| Relais 4 × 100 mètres | Brésil                       | 40 s 3        | Colombie                   | 40 s 4        | Argentine                      | 41 s 5        |
| Relais 4 × 400 mètres | Brésil                       | 3 min 10 s 6  | Colombie                   | 3 min 14 s 6  | Venezuela                      | 3 min 15 s 0  |